# Ачуево
Ачу́ево — село в Славянском районе Краснодарского края.
Административный центр Ачуевского сельского поселения.

## Социальная сфера
Детский оздоровительный лагерь Лебяжий берег
Пляж Оазис
Школа 52
Дом культуры
Библиотека
Почтовое отделение
Фельдшерско-акушерский пункт
Филиал Сбербанка
2 магазина

## География
Село расположено на рукаве Протока дельты Кубани, при впадении его в Азовское море, в 57 км северо-западнее Славянска-на-Кубани, в 30 км западнее станицы Гривенская.

## История
Весной 1697 года, после взятия русскими войсками Азова, турками было начато возведение укреплённого городка Ачуев. Турецкая крепость существовала до 1777 года. Впоследствии это название было использовано для современного поселения, возникшего в 1807 году.
В конце XIX — начале XX веков на страницах Энциклопедического словаря Брокгауза и Ефрона этот населённый пункт описывался следующими словами:

«…знаменит своими богатыми рыбными ловлями, которые принадлежат кубанскому войску и отдаются в аренду. Ловится преимушествено красная рыба, а из белой шамая и тарань. В А. — каменная церковь, население — рыбаки, нанятые рыбопромышленниками».

Статус рабочего посёлка с октября 1948 года. Село с 2004 года.

## Население
| 1959 | 1970 | 1979 | 1989 | 2002 | 2010 |
| ---- | ---- | ---- | ---- | ---- | ---- |
| 1341 | ↘838 | ↘657 | ↘495 | ↘479 | ↘456 |

Национальный состав
По данным переписи 1926 года по Северо-Кавказскому краю, в населённом пункте числилось 212 хозяйств и 336 жителей (221 мужчина и 115 женщин), из которых черноморские казаки — 62,5 % или 210 чел., иногородние — 36,9 % или 124 чел.

## Экономика
Рыбный завод, рыболовство, центр «рыболовного» туризма.